# أدب أغسطسي

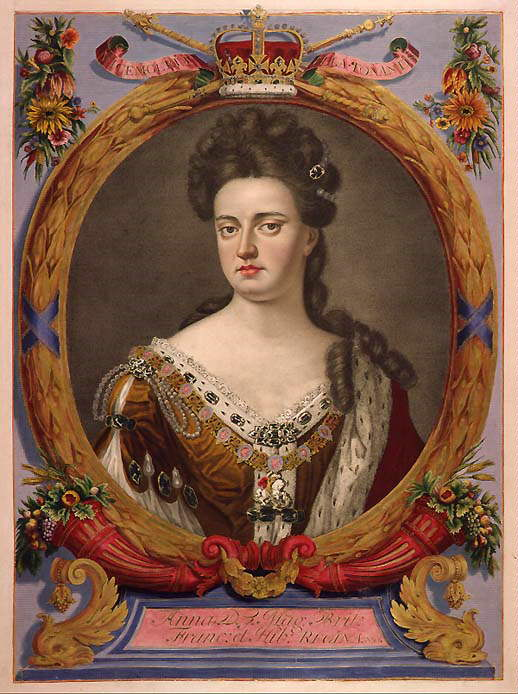

الأدب الأَوغَسْطِي أو الأغسطسيّ (يُشار إليه أحيانًا بشكل مضلل باسم الأدب الجيورجي) هو نمط من أنماط الأدب البريطاني الذي أُنتج في فترة حكم كل من الملكة آن، والملك جورج الأول، والملك جورج الثاني في النصف الأول من القرن الثامن عشر، وانتهى في أربعينيات القرن نفسه، مع موت أليكساندر بوب عام 1744، وجوناثان سويفت عام 1745. كانت فترة أدبية تميزت بالتطور السريع للرواية، وبانفجار في الهجاء، وتحول المسرح من الهجاء السياسي إلى الميلودراما (المشجاة)، وتقدم في الشعر الذي يتناول الاكتشافات الشخصية. في الفلسفة، كانت الفلسفة التجريبية هي الطابع المسيطر على العصر، أما في ما يخص الاقتصاد السياسي، شهدت تلك الفترة تطور مذهب التجاريين كفلسفة رسمية، وتطور الرأسمالية وانتصار التجارة.
النقاط التي تفصل بين مراحل هذه الفترة الزمنية غير واضحة بشكل عام؛ لأن أصل ما يميز النقد المعاصر في القرن الثامن عشر جعله تحديدًا مختصرًا لما يُدعى بعصر الهجاء غير واضح المعالم. يرتبط صمويل جاكسون، الذي نُشر عمله المشهور (قاموس اللغة الإنجليزية) عام 1755، «إلى حد ما» بالفترة الأغسطسية. قدمت الفترة الأغسطسية كتابات سياسية جريئة بشكل استثنائي من كل الأصناف الفنية، وتميز الهجاء في ذلك العصر بحالة سخرية أساسية مليئة بالاختلافات الدقيقة وجو ظاهري من الهدوء المهيب الذي يخفي تحته نقدًا لاذعًا.
بينما تُعرَف هذه الفترة بشكل عام بتبني أشكال أدبية منمقة شديدة التنظيم، أنذرت اهتمامات كتَّاب تلك الفترة بالمشاعر العاطفية، والشعبية، والوعي بالذات المتعلق بالتأليف بسيطرة الفترة الرومانسية اللاحقة. بشكل عام، ابتعدت الفلسفة، والسياسة، والأدب عن الاهتمامات النبيلة لتصبح أقرب إلى الوعي الحديث.

## النثر
ازدهرت المقالة، والهجاء، والحوار (في الفلسفة والدين) في ذلك العصر، وبدأت الرواية الإنجليزية تأخذ شكل نمط أدبي جدي بشكل حقيقي. وصل التعليم في بداية القرن الثامن عشر إلى الطبقة العاملة، بالإضافة إلى الطبقتين الوسطى والعليا (تومبسون، الطبقة). بالإضافة إلى ذلك، لم يكن التعليم حكرًا على الرجال رغم أنه من الصعب جدًا تحديد نسبة النسوة المتعلمات. بالنسبة إلى المثقفين، بدأت المكتبات في الفترة الأغسطسية. فُتحت المكتبات للجميع، ولكنها كانت مرتبطة بشكل رئيس بحماية الإناث وقراءة الروايات.

### المقالات والصحافة
كان كتَّاب المقالات الإنجليز على دراية بالنماذج القارية، لكنهم طوروا أسلوبهم بشكل مستقل عن ذلك التقليد، وازدهر الأدب الدوري بين عامي 1692 و1712. كانت الكتابات الدورية غير مكلفة، وتُقرَأ بسرعة، وهي طريقة فعالة للتأثير على الرأي العام، بناء على ذلك، طُبعت العديد من الصحف الدورية ذات الحجم الكبير التي يرأسها مؤلف واحد، ويعمل بها عدة مؤلفون مأجورون (يُطلق عليهم اسم الكُتَّاب «المرتزقة»). تميزت صحفية دورية واحدة وسيطرت على كل الصحف الأخرى وهي صحيفة ذا سبيكتاتور (بالإنجليزية: The Spectator) التي كتبها كل من جوزيف أديسون وريتشارد ستيل (بالإضافة إلى مساهمات متفرقة من أصدقائهم). طورت صحيفة ذا سبيكتاتور عددًا من الشخصيات التي تحمل اسمًا مستعارًا، من بينها «السيد سبيكتاتور»، روجر دي كوفرلي، و«إسحق بيكيرستاف»، وابتكر كل من أديسون وستيل القصص الخيالية لتقييد الكُتَّاب الآخرين. كانت النظرة المحايدة للعالم (حالة المتفرِّج، لا المشاهِد) أساسية لتطوير المقالة الإنجليزية، إذ تشكل أرضية تُتيح لأديسون وستيل التعليق على الآداب والأحداث والتأمل فيها. كانت سيطرة صمويل جونسون على الكلمات وحكمته العملية محط تقدير عندما نشر أكثر من 200 مقالة تقدم تصورات عن حماقات الطبيعة البشرية والدأب الأخلاقي. بدلًا من كونهم فلاسفة مثل مونتسكيو، كان كتَّاب المقالات الإنجليز مراقبين صادقين ونظراء لقراء جونسون. بعد نجاح صحيفة ذا سبيكتاتور، ظهرت المزيد من الصحف الدورية للتعليق على السياسة. على أي حال، أدركت الفصائل السياسية وائتلافات السياسيين قوة هذا النوع من الصحافة بسرعة كبيرة، وبدأوا بتمويل الصحف لنشر الإشاعات. أفادت التقارير أن وزارة حزب المحافظين التي يرأسها روبرت هارلي (1710- 1714) أنفقت أكثر من 50000 جنيه إسترليني على تشكيل الصحافة ورشوتها، عُرفت هذه الأرقام بسبب نشر خلفائهم لها، لكن اشتُبه في إنفاق (حكومة والبول) مبلغًا أكبر. كتب السياسيون مقالات، وكتبوا في الصحف ودعموها، وكان من المعروف أن بعض الصحف الدورية مثل ميستس جورنال (بالإنجليزية: Mist’s journal) كانت ناطقة بلسان الحزب.

### القواميس والمعاجم
كان القرن الثامن عشر فترة تقدم التنوير في كل المجالات الفكرية. على أي حال، كانت اللغة الإنجليزية تنحدر لتأخذ شكل فوضى معقدة. كلفت مجموعة من بائعي الكتب في لندن كاتب المقالات المشهور صمويل جونسون بوضع مجموعة من القواعد التي تحكم اللغة الإنجليزية. بعد 9 سنوات وبفضل مساعدة ستة من المعاونين، نُشرت أول نسخة من قاموس اللغة الإنجليزية عام 1755. تفرد قاموسه بفضل معرفة جون العظيمة بالأحرف، والكلمات والأدب. عرَّف كل كلمة بالتفصيل، ووصف استخداماتها المتعددة وذكر اقتباسات أدبية عديدة للتوضيح. كان هذا القاموس الأول من نوعه، واحتوى على 40000 كلمة و 114000 اقتباس تقريبًا جمعتها لمسة جونسون الشخصية كلها سوية. رحَّب الناس بقاموس جونسون باستقبال لطيف؛ لأنه كان أول قاموس يمكن قراءته بمتعة. كانت التعاريف مليئة بالفطنة والفكر العميق تدعمها مقاطع من شعراء وفلاسفة محبوبين، ما يجعل القارئ سعيدًا عندما يمضي أمسية يجوب صفحاته. شكَّل اختيار جونسون للبنية والشكل أساسًا تُبنى عليه القواميس والمعاجم المستقبلية والدور الذي يلعبه كل منهما في تطور اللغة.

### الرواية
وضعت الصحافة، والمسرح، والهجاء أساس الرواية. تضمنت رواية الهجاء الطويلة رحلات غوليفر لمؤلفها جوناثان سويفت (1726) شخصية أساسية تخوض المغامرات وقد تتعلم منها دروسًا أو لا تتعلم. على أي حال، أهم مصادر الهجاء لكتابة الروايات هو رواية دون كيخوتي لمؤلفها ميغيل دي ثيربانتس (1605، 1615). بشكل عام، يمكن اعتبار أن هذه المحاور الثلاثة، وهي: المسرح، والصحافة، والهجاء اندمجت وأدت إلى ظهور ثلاثة أنواع من الرواية.
كانت رواية روبنسون كروزو لدانييل ديفو (1719) أول رواية أساسية في القرن الجديد ونُشرت في عدد إصدارات أكثر من أي عمل آخر بالإضافة إلى رحلات غوليفر (مولان 252). عمل ديفو صحفيًا أثناء فترة تأليف الرواية وبعدها، وبالتالي عاصر مذكرات أليكسندر سيلكيرك الذي انقطعت به السبل في أمريكا الجنوبية على جزيرة وبقي فيها بضع سنوات. أخذ ديفو جوانب من الحياة الواقعية، وولَّد منها حياة خيالية، ليرضي شريحة معينة من سوق الصحافة بخياله (هانتر 331- 338). في عشرينيات القرن الثامن عشر، قابل ديفو مجرمين مشهورين وأنتج قصصًا عن حياتهم. حقق مع جاك شيبرد وجوناثان وايلد، وكتب روايات حقيقية عن هروب شيبرد (ومصيره) وعن حياة وايلد. بسبب تقريره الصحفي عن المومسات والمجرمين، تعرَّف ديفو على الحياة الحقيقية لماري مولينو التي من المرجح أنها كانت تمثل شخصية مول في رواية مول فلاندرز (1722). في العام نفسه، أنتج ديفو رواية يوميات عام الطاعون (1722)، التي لخصت الأهوال والمصائب التي حدثت عام 1665، وحاول كتابة حكاية تدور حول انتفاضة ذكر من الطبقة العاملة في رواية الكولونيل جاك (1722). عادت روايته الأخيرة روكسانا لتطرح موضوع إخفاق امرأة عام 1724. من الناحية الموضوعية، كانت أعمال ديفو صارمة متزمتة، إذ تتضمن كلها إخفاقًا، وتدهورًا روحيًا، وتحولًا، وسموًا وجدانيًا. تضمنت هذه البنى الدينية بالضرورة روايات تشكيلية؛ لأنه كان على كل شخصية أن تتعلم درسًا عن ذاتها وتطلق الحكيم بداخلها.